# Michal Čverčko
Michal Čverčko (7. srpna 1934 - 15. srpna 2015) byl slovenský matematik, vysokoškolský pedagog a místní politik, po sametové revoluci československý poslanec Sněmovny národů Federálního shromáždění za Kresťanskodemokratické hnutie.

## Biografie
Ve volbách roku 1990 kandidoval za KDH do slovenské části Sněmovny národů (volební obvod Východoslovenský kraj). Mandát nabyl až dodatečně jako náhradník v únoru 1992. Ve Federálním shromáždění setrval do voleb roku 1992.
V roce 1996 zastával post vedoucího katedry aplikované matematiky na Podnikovohospodářské fakultě Ekonomické univerzity v Bratislavě se sídlem v Košicích. Počátkem roku 1996 držel hladovku na protest proti jmenování Jána Korčmároše děkanem.
Dlouhodobě působil v komunální politice. V komunálních volbách roku 1990 i komunálních volbách roku 1994 byl za KDH zvolen do městského zastupitelstva v Košicích. Opětovně sem byl zvolen v komunálních volbách roku 2002 za koalici KDH, DS (v zastupitelstvu zasedal již několik měsíců před volbami, jako náhradník). Uváděn byl jako vysokoškolský pedagog. Zasedal zde do konce funkčního období roku 2006. Ve funkci zastupitele vyzval městskou policii v Košicích, aby nepokutovala za nesprávné parkování věřící, kteří v neděli míří do kostela.
V roce 2005 mu byla udělena Cena města Košice za „principiálny postoj pri presadzovaní spravodlivosti a hodnôt demokracie v období do roku 1990, prácu v orgánoch samosprávy a štátnej správy mesta Košice a za významné domáce a medzinárodné športové úspechy v atletike“ Věnoval se závodně maratonskému běhu.